# Подрезенко Олександр Васильович
Олекса́ндр Васи́льович Подре́зенко (14 серпня 1973 — 12 липня 2014) — солдат Збройних сил України, герой російсько-української війни.

## Життєпис
Народився 1973 року у місті Сєвєродонецьк. Проживав у Луганську. Одружився, у подружжя народилася дочка. З травня 2014-го — один з перших добровольців, командир відділення, 24-й батальйон територіальної оборони «Айдар», псевдо «Кац». В травні-червні здійснював з підрозділом партизанські бої в Луганську, визволяв місто Щастя. У червні померла від раку його дружина.
12 липня 2014 розвідгрупа «Каца» поблизу села Жовте (Слов'яносербський район), під Луганськом, спустилась з висоти вниз, щоб пошукати місце для встановлення «секрету». Група була на чорній Ниві, в машині було п'ять чоловік — «Нельс» за кермом, поруч «Кац» (командир групи). На задньому сидінні «Валькірія» та «Умар», і в багажнику з кулеметом сидів «Святозар». Внизу, у полі, вони спробували розвернутись і підірвались на фугасі, який було закладено в тому місці. За силою вибуху то радше була протитанкова міна, хоча були і версії про керований фугас. Сергій Карпенко («Нельс») і Олександр Подрезенко («Кац») загинули одразу, «Валькірію» і «Святозара» викинуло вибуховою хвилею, Артем Нетруненко («Умар») за декілька годин помер у шпиталі від поранень і крововтрати.
Без Олександра лишилися дочка, мама, сестра, бабуся.
Похований у селі Маловенделівка, Новоайдарський район.

## Нагороди
За особисту мужність і героїзм, виявлені у захисті державного суверенітету та територіальної цілісності України, вірність військовій присязі під час російсько-української війни, відзначений — нагороджений
- орденом «За мужність» III ступеня (посмертно)